# Гріззі та лемінги
Гріззі та лемінги (фр. Grizzy et les Lemmings) — французький комп'ютерний анімаційний телесеріал, створений студією Hari за участю France Télévisions і Boomerang . Будучи натхненним Оггі та тарганами (на який, у свою чергу, надихнули Том і Джерри), це було після The Owl & Co та The Jungle Bunch . Серіал про ведмедя грізлі на ім'я Гріззі та низку лемінгів . У шоунемає діалогів . Персонажі або не розмовляють, або використовують незрозумілі вокалізації. Графічні твори Бертрана Гатіньола для персонажів і Едуарда Селлюра для декорацій.